# 갑철성의 카바네리
《갑철성의 카바네리》(일본어: 甲鉄城のカバネリ)는 후지테레비 노이타미나에서 방영하는 WT 스튜디오의 오리지널 애니메이션이다. 노이타미나가 2014년 11월 27일에 발표했던 노이타미나 2015년 작품들 중 하나지만 실질적인 방영일은 2016년 4월이다. 2015년 12월 10일, 공식 홈페이지가 공개되었으며 2015년 12월 17일에는 1차 PV영상을 공개하였다.

## 등장인물

### 주요 등장인물
이코마(生駒)
성우 - 하타나카 타스쿠
무메이(無名)
성우 - 센본기 사야카
요모가와 아야메(四方川 菖蒲)
성우 - 우치다 마아야
쿠루스(来栖)
성우 - 마스다 토시키
타쿠미(逞生)
성우 - 카지 유우키
카지카(鰍)
성우 - 오키 카나에
유키나(侑那)
성우 - 이세 마리야
스카리(巣刈)
성우 - 오오사카 료타

### 보조 등장인물
키비토()
성우 - 사토 켄스케
아마토리 비바()
성우 - 미야노 마모루
에노큐(榎久)
성우 - 마츠다 켄이치로
시몬(四文)
성우 - 키무라 마사후미
스즈키
성우 - 맥스웰 하워즈
6두령

## 주제가
오프닝 테마 KABANERI OF THE IRON FORTRESS
작사·작곡 - ryo
노래 - EGOIST
엔딩 테마 ninelie
작사·작곡·편곡 - 사와노 히로유키
노래 - Aimer with chelly (EGOIST)

## 제작진
감독아라키 테츠로
시리즈 구성오오코우치 이치로
각본오오코우치 이치로,세코 히로시
캐릭터 원안미키모토 하루히코
캐릭터 디자인·총작화감독에바라 야스유키
음악사와노 히로유키
제작사WIT STUDIO